# 李囂
李 囂（り きょう、生年不詳 - 632年）は、中国の唐の太宗李世民の十一男で母は燕妃。
貞観5年（631年）、江王に立てられた。貞観6年（632年）、世を去った。諡は殤。後嗣がなく、封国は除かれた 。